# Hermann Böttcher (acteur)
 (juillet 2016).
Si vous disposez d'ouvrages ou d'articles de référence ou si vous connaissez des sites web de qualité traitant du thème abordé ici, merci de compléter l'article en donnant les références utiles à sa vérifiabilité et en les liant à la section « Notes et références ».
Pour les articles homonymes, voir Hermann Böttcher et Böttcher.
Hermann Böttcher est un acteur allemand.

## Biographie
Il est le fils d'un secrétaire royal du gouvernement à Königsberg. Il a étudié au collège Friedrich à Königsberg et a étudié le droit à l'université de Königsberg. Il débute au théâtre en 1885 avec Julius Meixner et à partir de 1900 à Berlin, entre autres, avec Leporello Müller et Alfredo Cairati (de).
Il devient un acteur récurrent à Berlin avec William Hare. Il a joué avec Gustav von Moser (de) et joue dans le drame Emilia Galotti.

## Filmographie
- 1915 : Manya, die Türkin
- 1919 : Der Mann der Tat de Victor Janson
- 1919 : Das Schwabemädle
- 1920 : Madame Récamier (de)
- 1920 : Das große Licht de Hanna Henning
- 1921 : Das Geheimnis von Bombay (de)
- 1921 : Cœurs en lutte de Fritz Lang
- 1924 : The Girl from Capri
- 1924 : Par ordre de la Pompadour
- 1925 : Anne-Liese of Dessau
- 1926 : Die Mühle von Sanssouci (de)
- 1928 : Princesse Olala (Prinzessin Olala) de Robert Land
- 1929 : Chauffeur de minuit (de)
- 1929 :Sainte-Hélène de Lupu Pick
- 1930 : Polizeispionin 77 (de)
- 1930 : Zapfenstreich am Rhein
- 1930 : La Folle Aventure
- 1930 : Die Tänzerin von Sanssouci (de)